# Жорняки (Глобинский район)
Жорняки (укр. Жорняки) — село, Жуковский сельский совет, Глобинский район, Полтавская область, Украина.
Код КОАТУУ — 5320682202. Население по переписи 2001 года составляло 12 человек.
Село указано на трехверстовке Полтавской области. Военно-топографическая карта.1869 года как хутор Матвеевка

## Географическое положение
Село Жорняки находится в 2-х км от села Павловка.